# Emil du Bois-Reymond
Emil Heinrich du Bois-Reymond (Berlim, 7 de novembro de 1818 — Berlim, 26 de dezembro de 1896) foi um fisiologista alemão. Irmão de Paul du Bois-Reymond.

## Vida

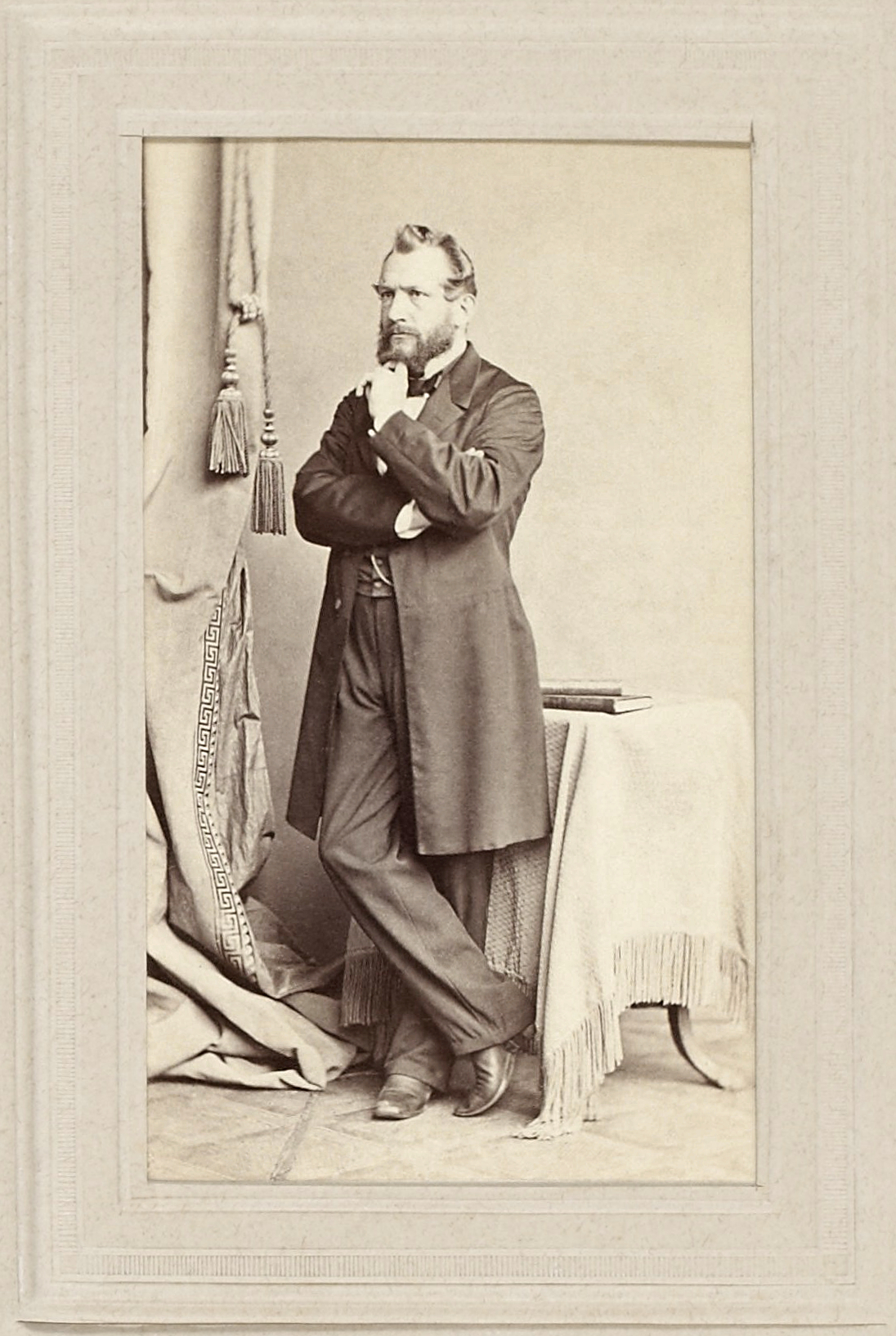
Emil du Bois-Reymond

Nascido de uma família de protestantes franceses emigrados para a Alemanha, du Bois-Reymond foi uma das personalidades científicas mais importantes da segunda metade do século XIX. Foi o descobridor do potencial de ação e pai da eletrofisiologia experimental.

## Pesquisa em fisiologia
Du Bois-Reymond estudou peixes capazes de gerar corrente elétrica. Voltando-se para o estudo de condução elétrica pelos nervos e fibras dos músculos, ele descobriu que um estímulo à superfície eletropositiva do nervo da membrana causa uma diminuição no potencial elétrico naquele ponto, e esse “ponto de redução do potencial” (o impulso), passa pelo nervo como uma “onda de negatividade relativa”. Ele conseguiu demonstrar imediatamente que esse fenômeno de “variação negativa” também ocorre no músculo estriado e é a causa primária da contração muscular. Mais tarde pesquisas mostraram que os processos de estimulação do nervo e do músculo são mais complexos do que o modelo de Du Bois-Reymond.

Du Bois-Reymond desenvolveu a ideia de que um tecido vivo, tal como o músculo, pode ser considerado como constituído por uma série de "moléculas elétricas", e que o comportamento elétrico do músculo foi o resultado do comportamento destas moléculas elétricas nativas. Nós sabemos agora que estas são sódio, potássio e outros íons, os gradientes que são responsáveis pela manutenção de potenciais de membrana em células excitáveis.

Cemitério Francês de Berlim

Sua teoria foi logo contestada por vários fisiologistas contemporâneos, como Ludimar Hermann, que defendia que um tecido intacto vivo, como um músculo, não é objeto de correntes elétricas, desde que ele está em repouso, é isoelétrico na substância, e por conseguinte, não necessita de ser suposto ser composto de moléculas elétricas, todos os fenômenos elétricos de que se manifesta ser devido a alterações internas moleculares associadas com a atividade ou lesão.

## Avanços científicos

### Eletrofisiologia
Du Bois-Reymond desenvolveu e aprimorou vários instrumentos científicos, como o galvanômetro, para medir com precisão as correntes elétricas em tecidos vivos. Seu trabalho meticuloso e inovador levou ao desenvolvimento de instrumentos de diagnóstico, como o eletrocardiograma, ao eletroencefalograma e ao eletromiograma , que hoje são fundamentais em diagnósticos médicos.

## Publicações selecionadas
- Gedächtnissrede auf Johannes Müller. Dümmler, Berlim 1860, doi:10.5962/bhl.title.61438.
- Über die Grenzen des Naturerkennens. Veit, Leipzig 1872 (Digitalisat und Volltext im Deutschen Textarchiv).
- Gesammelte Abhandlungen zur allgemeinen Muskel- und Nervenphysik. Veit, Leipzig 1875–1877, doi:10.5962/bhl.title.6840.
- Untersuchungen am Zitteraal. Veit, Leipzig 1881, doi:10.5962/bhl.title.8443
- Reden. 2 Bände. Veit, Leipzig 1886/1887; 2ª, edição completa ibid. 1912, ed. por Estelle Du Bois-Reymond
- como editor a partir de 1858: Archiv für Physiologie.